# Associazione Calcio Ravenna 1932-1933
Questa pagina raccoglie le informazioni riguardanti l'Associazione Calcio Ravenna nelle competizioni ufficiali della stagione 1932-1933.

## Rosa
| N. |                   | Ruolo | Calciatore          |
| -- | ----------------- | ----- | ------------------- |
|    | Italia (bandiera) | C     | Guido Aycard        |
|    | Italia (bandiera) | P     | Tullio Baldazzi     |
|    | Italia (bandiera) | D     | Giorgio Ballerini   |
|    | Italia (bandiera) | A     | Ettore Baruzzi      |
|    | Italia (bandiera) | A     | Giovanni Bencivelli |
|    | Italia (bandiera) | D     | Bendazzi            |
|    | Italia (bandiera) | C     | Valerio Bilancioni  |
|    | Italia (bandiera) | C     | Alessandro Calanchi |

| N. |                   | Ruolo | Calciatore         |
| -- | ----------------- | ----- | ------------------ |
|    | Italia (bandiera) | A     | Carlo Capra        |
|    | Italia (bandiera) | C     | Ferdinando Cortesi |
|    | Italia (bandiera) | A     | Francesco Cortesi  |
|    | Italia (bandiera) | D     | Bruno Guermani     |
|    | Italia (bandiera) | D     | Oddo Guggi         |
|    | Italia (bandiera) | D     | Lanzoni            |
|    | Italia (bandiera) | C     | Alberto Mazzanti   |
|    | Italia (bandiera) | C     | Raimondo Rossi     |